# Khadijeh bint Faraj Zilaʿi
Khadijeh bint Faraj Zila‘i (persisch خدیجه بنت فرج زَیلَعی; 1402–1495) war eine sudanesische Gelehrte der Lesarten des Korans und der Ahadith. Sie stammte aus Zile im Gebiet des heutigen Dschibuti und studierte bei Aisha Abdul Hadi. Ihr Werk beeinflusste auch Schams ad-Dīn as-Sachāwī.